# Sầm Tham
Sầm Tham (chữ Hán: 岑參, 715-770), là nhà thơ Trung Quốc thời Thịnh Đường (713-766). Theo nhiều nhà nghiên cứu văn học, thì ông là "nhà thơ tiêu biểu và xuất sắc nhất trong các nhà thơ biên tái đời Đường".

## Tiểu sử
Sầm Tham là người Nam Dương, tỉnh Hà Nam (Trung Quốc). Cha ông từng làm Thứ sử (hai lần), và đã qua đời lúc Sầm Tham còn nhỏ.
Nhà nghèo, ông phải tìm cách tự học . Năm 744 đời Đường Huyền Tông (ở ngôi: 712-756), Sầm Tham thi đỗ Tiến sĩ lúc 29 tuổi, được bổ làm một chức quan nhỏ là Binh tào Tham quân.
Năm 749, ông theo tướng Cao Tiên Chi đến An Tây  (ra biên ải lần thứ nhất), nhưng chẳng bao lâu lại trở về kinh đô Trường An.
Năm 754, ông ra biên ải lần thứ hai, làm Phán quan cho Tiết độ sứ An Tây là Phong Thường Thanh. Thời kỳ này, ông sáng tác rất nhiều thơ về chủ đề "biên tái".
Sau loạn An Sử (755-763), từ Tửu Tuyền (nay thuộc Cam Túc), Sầm Tham đến Phượng Tường (nay thuộc Bảo Kê, Thiểm Tây) là nơi Đường Túc Tông (ở ngôi: 756-762) đang ở. Được bạn thân là nhà thơ Đỗ Phủ và Phòng Quân tiến cử, ông được giữ chức Hữu bổ khuyết.
Thời Đường Đại Tông (ở ngôi: 762-779), Sầm Tham lại ra biên ải (lần thứ ba). Năm 766, ông được bổ làm Thứ sử Gia Châu (nên ông xưng là Sầm Gia Châu), nhưng sau đó bị bãi chức .
Lâm cảnh đói nghèo, năm 770, Sầm Tham mất trong quán trọ tại Thành Đô (nay là tỉnh lỵ tỉnh Tứ Xuyên) lúc 55 tuổi.
Tác phẩm của ông để lại có Sầm Gia Châu thi tập (Tập thơ của họ Sầm ở Gia Châu) gồm 8 quyển.

## Sự nghiệp văn chương
Thời Thiên Bảo (niên hiệu của Đường Huyền Tông từ 742 đến 756), dân tộc Hán đánh nhau liên miên với các dân tộc khác ở vùng Tây Bắc, Đông Bắc và Tây Nam. Đây là một sự kiện lớn và là một đề tài lớn lúc bấy giờ, được nhiều nhà thơ (trong đó có Sầm Tham) khai thác.
Sầm Tham, nhờ sống ở biên ải tương đối lâu, nên làm được rất nhiều thơ biên tái. Qua sự miêu tả sinh động, ông đã làm cho người đọc hình dung được phong cảnh, phong tục, cuộc sống với nhiều dạng vẻ nơi biên ải, tinh thần chiến đấu và nhớ quê của các tướng sĩ biên phòng. Tiêu biểu là những bài: "Tẩu Mã xuyên hành phụng tống Phong đại phu xuất sư tây chinh" (Bài hành "Sông Tẩu Mã" tiễn đại phu họ Phong xuất quân đánh giặc phương Tây), "Bạch tuyết ca tống Võ Phán quan quy kinh" (Bài ca Tuyết trắng tiễn Võ Phán quan về kinh), "Luân Đài ca phụng tống Phong đại phu xuất sư tây chinh" (Bài ca Luân Đài tuân lệnh tiễn Phong đại phu tây chinh), "Đề Mục Túc phong ký gia nhân" (Trên ngọn Mục Túc gửi người nhà), "Phùng nhập kinh sứ" (Gặp sứ vào kinh), "Sơn phòng xuân sự" (Cảnh xuân nhà trên núi), v.v...Bên cạnh đó, Sầm Tham còn làm một thơ thù tạc, cảm hoài; nhưng không hay bằng thơ biên tái.
Ở một số sách văn học sử Trung Quốc, Sầm Tham thường được xếp cạnh Cao Thích (702-765), vì cả hai cùng nổi danh về thơ biên tái. Song, thơ biên tái của Sầm Tham phong phú và nhiều vẻ hơn thơ biên tái của Cao Thích, rất có thể vì Sầm Tham sống ở biên ải lâu hơn . Nói về điều này, sách Lịch sử văn học Trung Quốc (Tập 2) có đoạn viết:
Đem so sánh thì thấy thơ Cao Thích du dương uyển chuyển, trong ý vị trữ tình nồng hậu, thể hiện khí thế hào phóng và tinh thần khảng khái, hiên ngang. Còn thơ Sầm Tham thì âm điệu dồn dập, cao vút, với phong cách lạ và đẹp, miêu tả cảnh biên cương tráng lệ, kỳ khôi, biến ảo khôn lường. Về mặt phong cách nghệ thuật độc đáo, mới mẻ và sự phong phú rộng rãi của diện sinh hoạt được phản ánh, thì rõ ràng Cao Thích không theo kịp Sầm Tham. Sầm Tham quả là nhà thơ tiêu biểu, xuất sắc nhất trong các nhà thơ biên tái đời Đường .

## Thơ biên tái của Sầm Tham
Thơ biên tái của Sầm Tham có nhiều bài hay, trích giới thiệu ba bài:
| Phiên âm Hán-Việt: 1. Tẩu Mã xuyên hành, phụng tống Phong đại phu tây chinh Quân bất kiến Tẩu Mã xuyên hành tuyết hải biên, Bình sa mãng mãng hoàng nhập thiên. Luân Đài cửu nguyệt phong dạ hống, Nhất xuyên toái thạch đại như đẩu, Tùy phong mãn địa thạch loạn tẩu. Hung Nô thảo hoàng mã chính phì, Kim Sơn tây kiến yên trần phi, Hán gia đại tướng tây xuất sư. Tướng quân kim giáp dạ bất thoát, Bán dạ quân hành qua tương bát, Phong đầu như đao diện như cát. Mã mao đới tuyết hãn khí chưng, Ngũ hoa liên tiền tuyền tác băng, Mạc trung thảo hịch nghiễn thủy ngưng. Lỗ kỵ văn chi ưng đảm nhiếp, Liệu tri đoản binh bất cảm tiếp, Xa Sư tây môn trử hiến tiệp . Tạm dịch: Bài ca sông Tẩu Mã đưa tiễn Phong đại phu chinh tây Ngươi chẳng thấy chạy ngựa đi bên biển tuyết kia Cát nằm lớp lớp trời vàng khè? Luân đài tháng Chín đêm gió rống. Đá vụn trên không lớn bằng đấu, Gió đưa đầy đất, đá chạy ẩu. Hung Nô cỏ vàng, ngựa mập lù, Kim Sơn phía tây khói bụi mù. Hán gia đại tướng đi dẹp giặc, Áo giáp đêm khuya mình vẫn mặc. Tiếng xe, tiếng qua đêm cọ xát, Gió thổi như dao, mặt như cắt, Lông ngựa đóng tuyết, mồ hôi đặc, Ngũ hoa, liên tiền băng đóng chặt. Viết kịch trong màn, nước mực đọng. Quân địch xa nghe đành sợ khiếp. Qươm giáo đồ ngắn không dám tiếp, Đồn binh cửa tây chờ báo tiệp . | Phiên âm Hán-Việt: 2. Đề Mục Túc phong ký gia nhân Mục Túc phong biên phùng lập xuân, Hồ Lô hà thượng lệ triêm cân. Khuê trung chỉ thị không tương ức, Bất kiến sa trường sầu sát nhân. Tạm dịch: Trên ngọn Mục Túc gửi người nhà Xuân về Mục Túc không hoa, Hồ Lô bến vắng lệ nhòa mắt ai. Phòng khuê chinh phụ có hay, Chiến trường khói lửa sầu vây nát lòng. Phiên âm Hán-Việt: 3. Bạch tuyết ca tống Vũ Phán quan quy kinh Bắc phong quyển địa bạch thảo chiết Hồ thiên bát nguyệt tức phi tuyết Hốt như nhất dạ xuân phong lai Thiên thụ vạn thụ lê hoa khai Tán nhập châu liêm thấp la mạc Hồ cừu bất noãn cẩm khâm bạc Tướng quân giác cung bất đắc khống Đô hộ thiết y lãnh do trước Tạm dịch: Bài ca Tuyết trắng đưa Vũ phán quan về kinh đô Gió bắc cuốn đất làm cỏ trắng tàn tạ, Trời Hồ vào trăng tháng Tám tuyết bay đầy. Dường như qua một đêm gió xuân thổi về, Ngàn cây vạn cây hoa lê rộ nở. Tan tác bay vào rèm châu làm ướt bức màn là, Áo hồ cừu không đủ ấm, chăn gấm mỏng manh. Tướng quân không giương nổi chiếc cung bằng sừng, Áo sắt của đô hộ lạnh nhưng vẫn mặc. |

## Sách tham khảo
- Sở nghiên cứu văn học thuộc Viện Khoa học xã hội Trung Quốc biên soạn (1993), Lịch sử văn học Trung Quốc (Tập II), Bản dịch do Nhà xuất bản Giáo dục Việt Nam ấn hành, 1993.
- Dịch Quân Tả, Văn học sử Trung Quốc (Quyển I, GS. Huỳnh Minh Đức dịch). Nhà xuất bản Trẻ, 1992.
- Nguyễn Hiến Lê (1997), Đại cương văn học Trung Quốc (trọn bộ). Nhà xuất bản Trẻ.
- Trần Lê Bảo, mục từ "Sầm Tham" trong Từ điển văn học (bộ mới). Nhà xuất bản Thế giới, 2004.
- Nhiều người dịch, Thơ Đường (Tập I). Nhà xuất bản văn học, 1987.